# Reform UK
Reform UK (lett. "Riformare il Regno Unito"; fino al 6 gennaio 2021 denominato Brexit Party, lett. "Partito della Brexit") è un partito politico britannico con posizioni populiste di destra, fortemente euroscettiche e sovraniste, costituito nel 2019.
A seguito delle elezioni europee del 2019 il partito contava ventinove eurodeputati (appartenenti al gruppo dei Non iscritti), molti dei quali precedentemente eletti nelle liste del Partito per l'Indipendenza del Regno Unito (UKIP). È stato guidato da uno di questi, l'ex leader dello UKIP Nigel Farage, che aveva annunciato la propria candidatura per le elezioni del Parlamento europeo con il Brexit Party dopo che il Regno Unito aveva rimandato l'uscita dall'Unione europea il 29 marzo 2019.

## Storia
Il partito si è presentato con il nome Brexit Party alle elezioni europee del 2019. Nei giorni precedenti le elezioni il partito veniva dato tra i favoriti. Ha sottratto buona parte degli elettori all'UKIP, il partito di provenienza dei suoi fondatori Nigel Farage e Catherine Blaiklock.
Dopo gli scrutini, il partito ha guadagnato il 30,5% dei voti ottenendo 29 seggi al parlamento europeo, con un netto distacco sui Liberal Democratici, che hanno invece raggiunto il 20%.

## Ideologia e posizioni
Il professore di scienze politiche britannico Matthew Goodwin descrisse il partito come nazional-populista. Il Brexit Party è stato definito come populista e populista di destra.
L'obiettivo principale del partito alla sua fondazione era l'uscita del Regno Unito dall'Unione europea, per poi commerciare con gli altri Paesi sulla base dei termini dell'Organizzazione mondiale del commercio. Il 12 aprile 2019 Nigel Farage affermò che non esistevano "differenze tra il Brexit party e lo UKIP in termini di politiche, [bensì] di persone, la differenza è sostanziale", criticando i legami dello UKIP con l'estrema destra. Il partito mirava ad attirare un elettorato di diverse sensibilità politiche, tra cui gli elettori dello UKIP, ma anche dei Conservatori e dei Laburisti favorevoli alla Brexit.
Il partito ha sottoscritto una dichiarazione multipartitica assieme ai Liberal Democratici, il Partito Verde di Inghilterra e Galles e il Partito Nazionale Scozzese, chiedendo l'abolizione del sistema uninominale secco e l'introduzione del sistema proporzionale per l'elezione della Camera dei Comuni. Reform UK è, altresì, a favore dell'abolizione della Camera dei Lord.
Nigel Farage aveva espresso la propria ammirazione nei confronti del Movimento 5 Stelle italiano (precedentemente membro con lo UKIP del gruppo Europa della Libertà e della Democrazia Diretta), evolutosi da un gruppo di protesta fino a diventare il più grande partito politico rappresentato in entrambe le aule del Parlamento italiano. Dichiarò, inoltre, che il Brexit Party si riproponeva lo stesso obiettivo, definendolo "un'azienda, non un partito politico, da cui la nostra idea di sostenitori registrati", con una base elettorale costruita attorno a una piattaforma online.
Nel 2021 il partito si è proposto come piattaforma di opposizione ai confinamenti dovuti alla pandemia di COVID-19 nel Regno Unito.

## Struttura

### Iscritti
- 2024: 65 000+[22]

## Nelle istituzioni

### Parlamento europeo
| VIII legislatura    |
| ------------------- |
| 14 europarlamentari |
| IX legislatura      |
| 29 europarlamentari |

## Risultati elettorali

### Elezioni generali
| Elezione      | Voti      | %    | Seggi   |
| ------------- | --------- | ---- | ------- |
| Generali 2019 | 642 303   | 2,0  | 0 / 650 |
| Generali 2024 | 4 117 221 | 14,3 | 5 / 650 |

### Elezioni europee
| Elezione     | Voti      | %    | Seggi   |
| ------------ | --------- | ---- | ------- |
| Europee 2019 | 5 248 533 | 30,5 | 29 / 73 |